# Klimaskærm
En klimaskærm er det, der adskiller en bygning ude fra inde, tag, ydervægge, døre og vinduer.
Med en god klimaskærm bliver driftsøkonomi og miljøbelastning mindre for bygningen.
Alternative løsninger på klimaskærme kan være at anvende et drivhus over boligen eller placering af boligen i en geodætisk kuppel, som Dome of Visions-projektet anviser.